# Martyn Rooney
Martyn Rooney (ur. 3 kwietnia 1987 w Croydon) – brytyjski lekkoatleta, sprinter.

## Kariera sportowa
Największe sukcesy odnosi w biegu na 400 metrów:
- srebro podczas mistrzostw Europy juniorów w lekkoatletyce (Kowno 2005; na tej samej imprezie zdobył złoto ze sztafetą 4 × 400 metrów)
- brąz podczas mistrzostw świata Juniorów (Pekin 2006; na tej samej imprezie zdobył brąz ze sztafetą 4 × 400 metrów)
- 1. miejsce w Superlidze Pucharu Europy (Annecy 2008)
- 6. miejsce na igrzyskach olimpijskich (Pekin 2008; podczas biegu półfinałowego przebiegł 400 metrów w czasie 44,60, który był jego rekordem życiowym), na tych samych zawodach Rooney zdobył brązowy medal w sztafecie 4 × 400 metrów (po dyskwalifikacji Rosjan)[1]
- brąz mistrzostw Europy (Barcelona 2010)
- 4. miejsce podczas igrzysk Wspólnoty Narodów (Glasgow 2014)
- złoto mistrzostw Europy (także w 4 × 400 metrów) (Zurych 2014)
- złoto mistrzostw Europy (Amsterdam 2016)

Był członkiem brytyjskiej sztafety 4 × 400 metrów, która zajęła 4. miejsce na mistrzostwach świata seniorów w lekkoatletyce (Helsinki 2005), 2 lata później brytyjska sztafeta uplasowała się na 6. pozycji (Osaka 2007).

## Rekordy życiowe
- Bieg na 400 metrów – 44,45 (2015)